# Hernán Guiloff
Hernán Jaime Guiloff Izikson (22 de enero de 1943-7 de julio de 2025) fue un abogado, empresario y dirigente gremial chileno, expresidente de la Sociedad Nacional de Minería (Sonami).
Hijo de Ángel Guiloff y Eliana Izikson, contrajo matrimonio con la periodista Irene Priewer, con quien tuvo dos hijas.
Realizó sus estudios primarios y parte de los secundarios en el Liceo José Victorino Lastarria de la capital. Completó su educación en la Escuela Militar del Libertador Bernardo O'Higgins.
Estudió la carrera de derecho en la Universidad de Chile.
Inició sus labores en la actividad minera en 1963. En 1975, una vez a cargo de la gerencia general de la Compañía Minera y Comercial Sali Hochschild, se incorporó a la Sonami.
En el año 1986 participó como candidato a la presidencia de la entidad, siendo aventajado por Guillermo Valenzuela Figari. Luego de un nuevo intento, en 1989, se puso al frente de la asociación, teniendo como vicepresidentes a Walter Riesco y Orlando Poblete.
Una vez al margen de la actividad gremial destacó como empresario y como director, vicepresidente y presidente, a partir de 2006, de la Fundación Presidente Augusto Pinochet Ugarte.